# Gøran Kirkefjord
Gøran Kirkefjord (1990) è un ex sciatore alpino norvegese.

## Biografia
Attivo in gare FIS dal dicembre del 2005, in Coppa Europa Kirkefjord esordì il 27 novembre 2010 a Trysil in slalom gigante, senza completare la prova, ottenne il miglior piazzamento il 6 dicembre 2011 nelle medesime località e specialità (37º) e disputò l'ultima gara il 23 gennaio 2012 a Zell am See, sempre in slalom gigante, senza completare la prova. Si ritirò durante quella stessa stagione 2013-2014 e la sua ultima gara fu uno slalom speciale FIS disputato a Narvik il 21 febbraio, che non completò; in carriera non debuttò in Coppa del Mondo né prese parte a rassegne olimpiche o iridate.

## Palmarès

### Campionati norvegesi
- 1 medaglia:
  - 1 bronzo (supercombinata nel 2011)